# فندق برج العرب (دبي)
فندق برج العرب هو واحد من أرقى وأفخم الفنادق في العالم، يقع في مدينة دبي في دولة الإمارات العربية المتحدة، ويدار من قبل مجموعة فنادق جميرا، أنشئ الفندق على جزيرة اصطناعية تبعد 280 مترًا عن شاطئ البحر بعلو ينقص ستين متراً فقط عن مبنى إيمباير ستييت في مدينة نيويورك في الولايات المتحدة الأمريكية، لينافس بعلوه الشاهق أعلى الأبنية في العالم. يتصل الفندق بالبر الرئيسي عن طريق جسر منحني خاص.
افتتح الشيخ محمد بن راشد آل مكتوم حاكم دبي الفندق في الأول من ديسمبر من العام 1999، ومنذ ذلك الحين مثل الفندق علامة تجارية لإمارة دبي وعاصر تحول الإمارة من مدينة في صحراء الخليج وميناء تجاري إلى واحدة من أهم المدن الرئيسية على صعيد القطاعات التجارية والسياحية والمالية وأسرعها نمواً في العالم، إضافة إلى مساهمته الكبيرة في تسليط الضوء على دبي كمدينة سياحية تتميز برقي وجودة خدماتها.
تصدر الفندق لسنوات طوال قائمة أطول فندق في العالم، كما يحتل اليوم المركز 76 كأطول مبنى في العالم بارتفاع 321 متراً فوق سطح البحر. ويعد الفندق أحد أهم معالم دبي السياحية، ويوصف بأنه الأفخم في العالم وهو المقر الرئيسي للملوك والرؤساء ومشاهير العالم ممن يزورون الإمارات، ويتم تصنيفه من فئة السبع نجوم لفخامته.
في 2019، اختارت مجلة «سي إي أو وورلد» الأمريكية فندق «برج العرب» كأفخم فندق يصلح لإقامة الرؤساء التنفيذيين لكبريات الشركات العالمية بسبب مستويات الترف والرفاهية غير القابلة للمنافسة التي يوفرها الفندق لنزلائه ومنشآته ومرافقه المبهرة، فضلاً عن موقعه الساحر على جزيرة منفردة في الخليج العربي، واعتبرت المجلة أن الإقامة في فندق «برج العرب» تعد مكافأة حقيقية للرؤساء التنفيذيين العالميين.

## الخصائص

### البناء والتصميم
صمم المهندس المعماري البريطاني توم رايت برج العرب بتكليف من حاكم دبي الشيخ محمد بن راشد آل مكتوم، كان الهدف من إنشاء الفندق هو الاستثمار في السياحة من خلال بناء فندق لا مثيل له. بدأ بناء فندق برج العرب عام 1994 واستغرق بناءه 5 سنوات (سنتين لإنشاء الجزيرة الإصطناعية و3 سنوات لإنشاء الفندق نفسه)، كان التحدي الأكبر بالنسبة للمهندسين المعماريين قبل كل شيء هو كيف سيقومون ببناء فندق شاهق الإرتفاع على جزيرة اصطناعية، وهي الفكرة التي تكررت وامتدت لاحقًا بعد نجاحها لإنشاء مشروع جزيرة النخلة.
تعقدت أعمال بناء الجزيرة الاصطناعية إلى حد كبير بسبب اكتشاف أنه في المكان المحدد لبناء الفندق كانت الطبقة الصخرية والمستقرة تقع على عمق حوالي 590 قدمًا تحت طبقة من الرمال، ولكن العمل استمر وتم دفع 230 ركيزة أساس إلى قاع البحر. بنيت الجزيرة الاصطناعية باستخدام كتل صخرية خاصة، تم ترتيبها بشكل صحيح ومدروس لتقليل قوة الأمواج، عندما تم الانتهاء من أعمال البناء بعد ثلاث سنوات، كان ارتفاع الجزيرة الاصطناعية التي بني عليها فندق برج العرب يبلغ حوالي 23 قدمًا (7 متر).
يرتبط الفندق بالبر الرئيسي عن طريق جسر مزدوج (ذو اتجاهين) يبلغ طوله 1115 قدم (400 متر)، يمكن الوصول إلى فندق برج العرب ليس فقط عن طريق البر أو البحر ولكن أيضًا عن طريق الجو باستخدام طائرة هيلوكبتر.
من الصعب تحديد أي ميزة لفندق برج العرب هي الأكثر روعة. كان الفندق هو الوحيد في العالم من فئة 7 نجوم عند افتتاحه، بالإضافة إلى أن عدد الفنادق التي لها مثل هذا الإرتفاع قليل جدا على مستوى العالم، ولا يوجد في العالم اليوم أي فندق له شكل شراع وبني على جزيرة اصطناعية في وسط البحر سوى فندق برج العرب.

### الأعمال الإنشائية
شارك في بناء الفندق نحو 3500 مصمم ومهندس وعامل واستخدم حوالي 360 ألف طن من الأسمنت وأكثر من 9000 طن من الفولاذ، بينما تم صب 250 من الأساسات على عمق 40 متراً تحت قاع البحر.

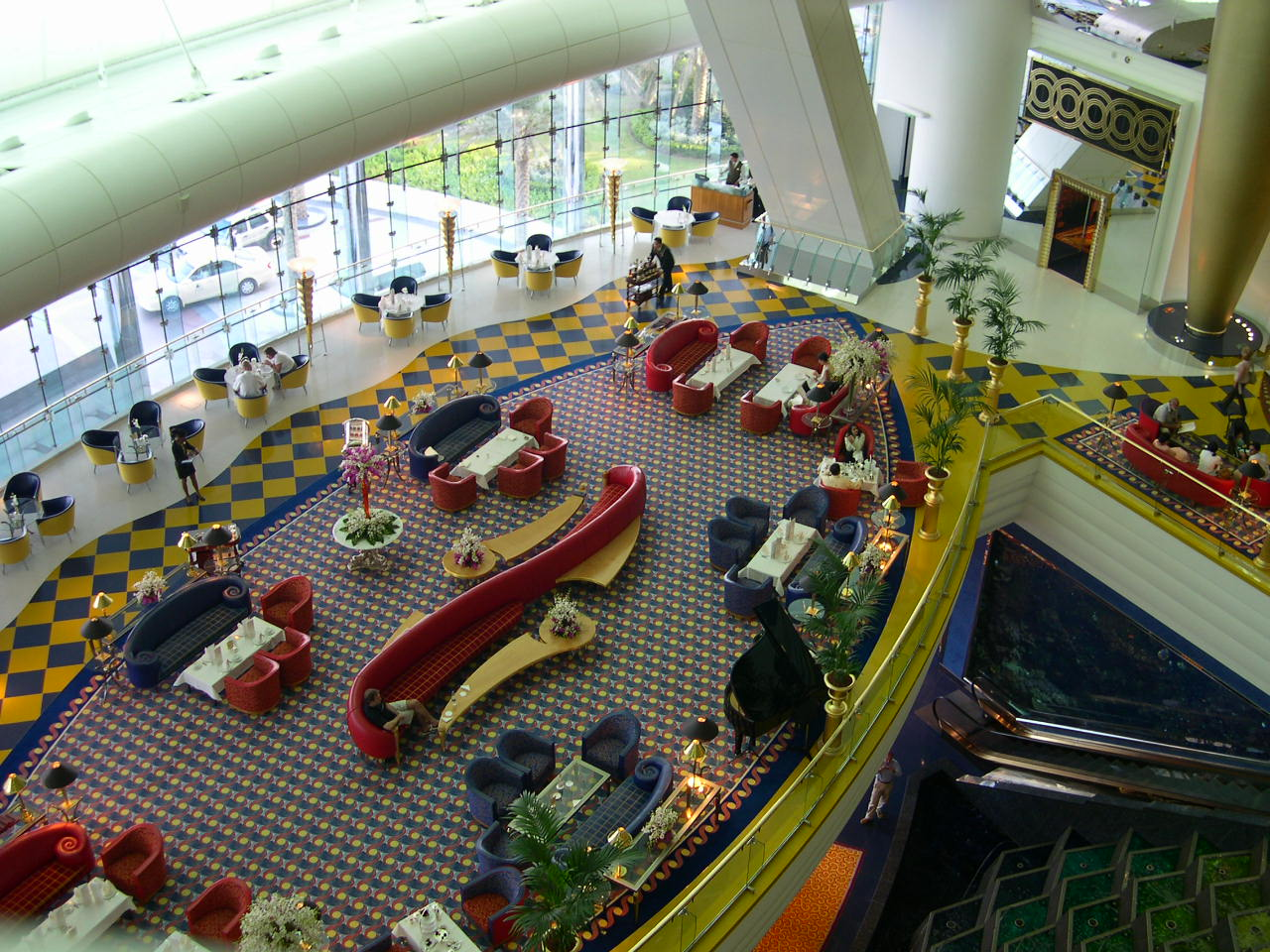
فندق برج العرب من الداخل

يتألف برج العرب من 202 جناح مزدوج لإقامة الضيوف ومن 28 طابقاً بارتفاع مزدوج وتشمل الأجنحة 142 جناحاً بغرفة واحدة و18 جناحاً داخليا بغرفة واحدة وأربعة أجنحة دوبليكس بغرفة واحدة و28 جناحاً بغرفتين وستة أجنحة بثلاث غرف وجناحين خاصين وجناحين جراند سويتش.
وفي كل الأجنحة نوافذ ترتفع من الأرض إلى السقف توفر للضيوف منظراً رائعاً للبحر وتتراوح بين 170 متراً مربعاً و780 متراً مربعاً وجهزت الأجنحة بآخر التقنيات الحديثة.
يبلغ ارتفاع الردهة الرئيسية للفندق أكثر من 600 قدم (182 متر) وتشغل حوالي ثلث المساحة الداخلية وتتيح للواقف فيها مشاهدة بانورامية لكل أدوار الفندق ويمكن للضيوف الاستمتاع بقهوة الصباح أو شاي بعد الظهر وهم يشاهدون تصاعد المياه 32 متراً من نافورة عملاقة نحو قمة الردهة.
تكلف بناء فندق برج العرب ما يقدر بمليار دولار أمريكي، وهو مكسو بأقمشة ثمينة ورخام كرارا [الإنجليزية] وتشطيبات ذهبية عيار 22 قيراط مع فخامة تعتمد على الطراز العربي التقليدي، انفق على الفندق بسخاء، حيث أُحضر جرانيت (أزول باهيا) من البرازيل ورخام (ستايكاريو) الذي يغطي الجدران والأرضيات من كارارا الإيطالية، وهو نفس الحجر الذي استخدمه النحات الشهير مايكل انجلو في أعماله الإبداعية، بالإضافة إلى بلاط الموازييك المستخدم لإعطاء أشكال متناسقة في كافة أرجاء الفندق، ويحتوي على زجاج (سيسيس) النادر الذي يتوفر فقط في بقعة واحدة من العالم وهي شمال إيطاليا، وهناك أرقى أنواع أغطية الأسرة الإيرلندية والسجاد في جميع أروقة الفندق من الإمارات وهو صناعة يدوية قديمة.
تبلغ إيراد الفندق السنوية حوالي 120 مليون دولار، أصبح هذا الدخل السنوي الضخم ممكنًا بفضل الميزات الخاصة للغرف المتاحة للزوار والسياح. تتوفر الأجنحة بأحجام مختلفة تتراوح من 557 إلى 2250 قدمًا مربعة بأسعار تتراوح من حوالي 1180 دولارًا في الليلة إلى 33115 دولارًا في الليلة للجناح الملكي الفاخر. في المجموع هناك 202 جناحًا، 90 منها حجزتها نعومي كامبل دفعة واحدة للضيوف في حفل عيد ميلادها في دبي عام 2006.
يحتوي فندق برج العرب على 8 من المطاعم الفاخرة، تجذب أيضًا العديد من السياح من مختلف أنحاء العالم، فهناك مطعم (المنتهى) المرتفع للغاية والذي بني على منصة بارزة على ارتفاع أعلى بأمتار قليلة من أعلى الفندق من أجل ضمان إطلالة مذهلة على البحر، أما على مستوى الأرض في قاعدة الفندق، فيوجد مطعم (المحارة) الواقع تحت الماء والمحاط بحوض أسماك ضخم.
ويعتبر مطعم المحارة  من افضل مطاعم برج العرب، حيث تبدأ رحلة الزوار بالغواصة التي تنقلهم إلى المطعم الواقع داخل حوض أسماك ضخم، ومن ثم تناول أفخر المأكولات البحرية وسط أسراب من الأسماك التي تسبح من حولهم. 
كما يقدم  مطعم الإيوان قائمة طعام غنية بالمأكولات العربية مع مقبلات مميزة، و يضم   أطول ردهة زجاجية على مستوى العالم.
بالإضافة إلى أن الفندق يملك أسطولاً من سيارات الرولز رويس الأغلى عالمياً مع سائق خاص لخدمة النزلاء على مدى 24 ساعة. صنعت حمامات الجناح الملكي من الرخام الفخم من النوع نفسه الذي كان يستخدمه الفنان العالمي مايكل أنجلو في نحت أعماله الفنية.

### مهبط الطائرات

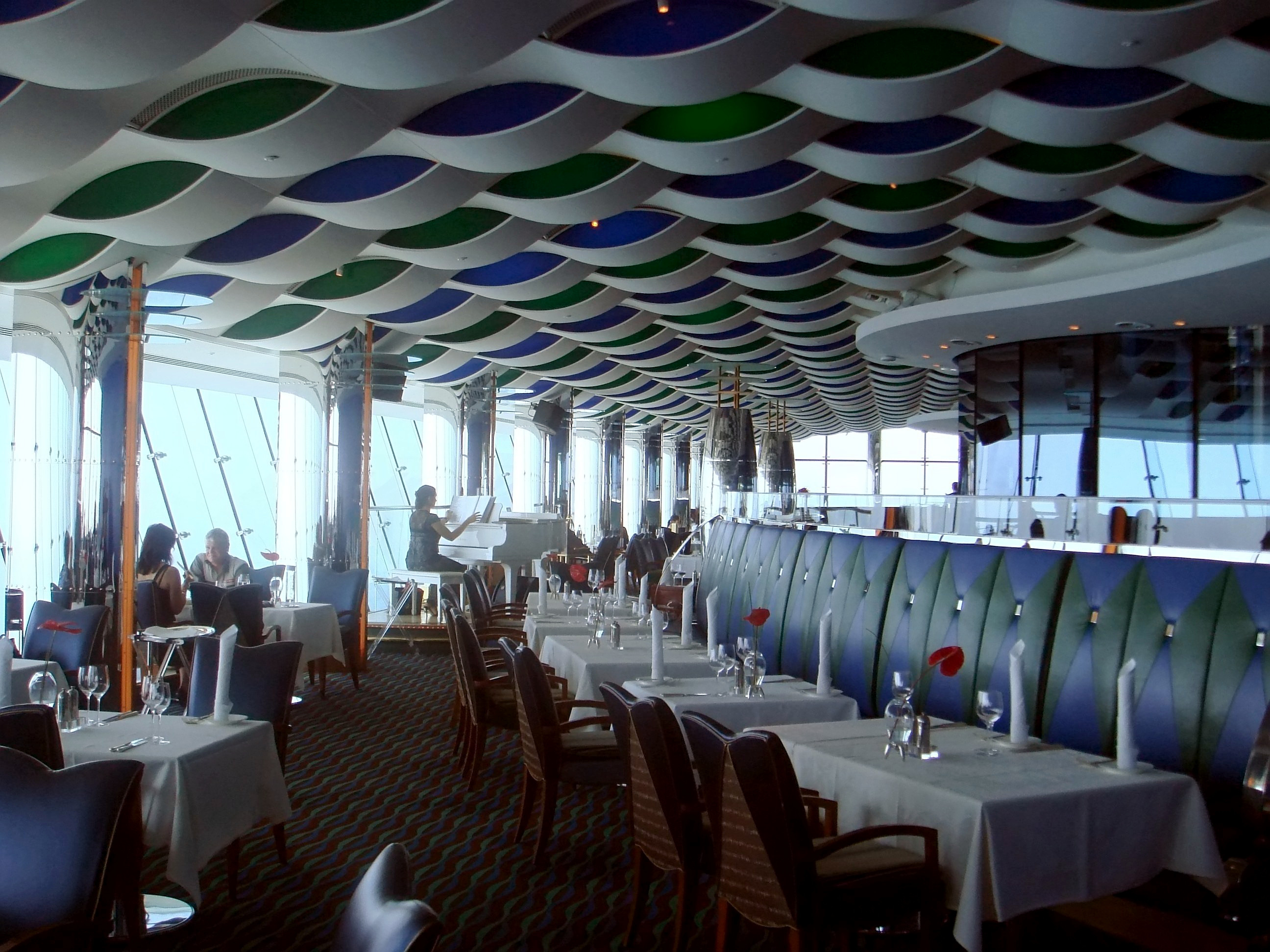
مطعم (المنتهى)

يملك الفندق مهبطاً للطائرات المروحية على ارتفاع 312 متراً فوق سطح البحر، حيث يمكن للمروحية التابعة للفندق نقل النزلاء من الشخصيات المهمة من المطار إلى مهبط المروحيات بالفندق أو القيام بجولة جوية فوق دبي مقابل أجر.
استخدم المهبط في العديد من الأحداث والفعاليات التي عززت من مكانة الفندق العالمية، كانت إحداها إقامة مباراة للتنس بين اللاعبين الأمريكي أندريا أغاسي والسويسري روجيه فيدرر ضمن فعاليات بطولة دبي المفتوحة للتنس، وأقيمت هذه المباراة على مهبط الطائرات الموجود أعلى فندق برج العرب الموجود في دبي، وكانت من أغرب المباريات نظراً لارتفاع المكان وخطورته، كما حطمت الرقم القياسي لأعلى مباراة كرة مضرب في التاريخ على علو 312 متراً من على سطح البحر، بالإضافة إلى ذلك أقام الفندق مباراة في تنس الطاولة لكل من «جايك زانغ» و«زياو زيا لي» الفائزين بالميدالية الذهبية للرجال والنساء في أولمبياد لندن 2012.
وسبق أن قام لاعب الغولف تايغر وودز بضرب كرة الغولف من فوق المهبط، فضلاً عن قيام بطل العالم في سباق السيارات ديفيد كولتارد بالتفحيط بسيارته من على المهبط عليه عام 2013.

### تيراس الفندق

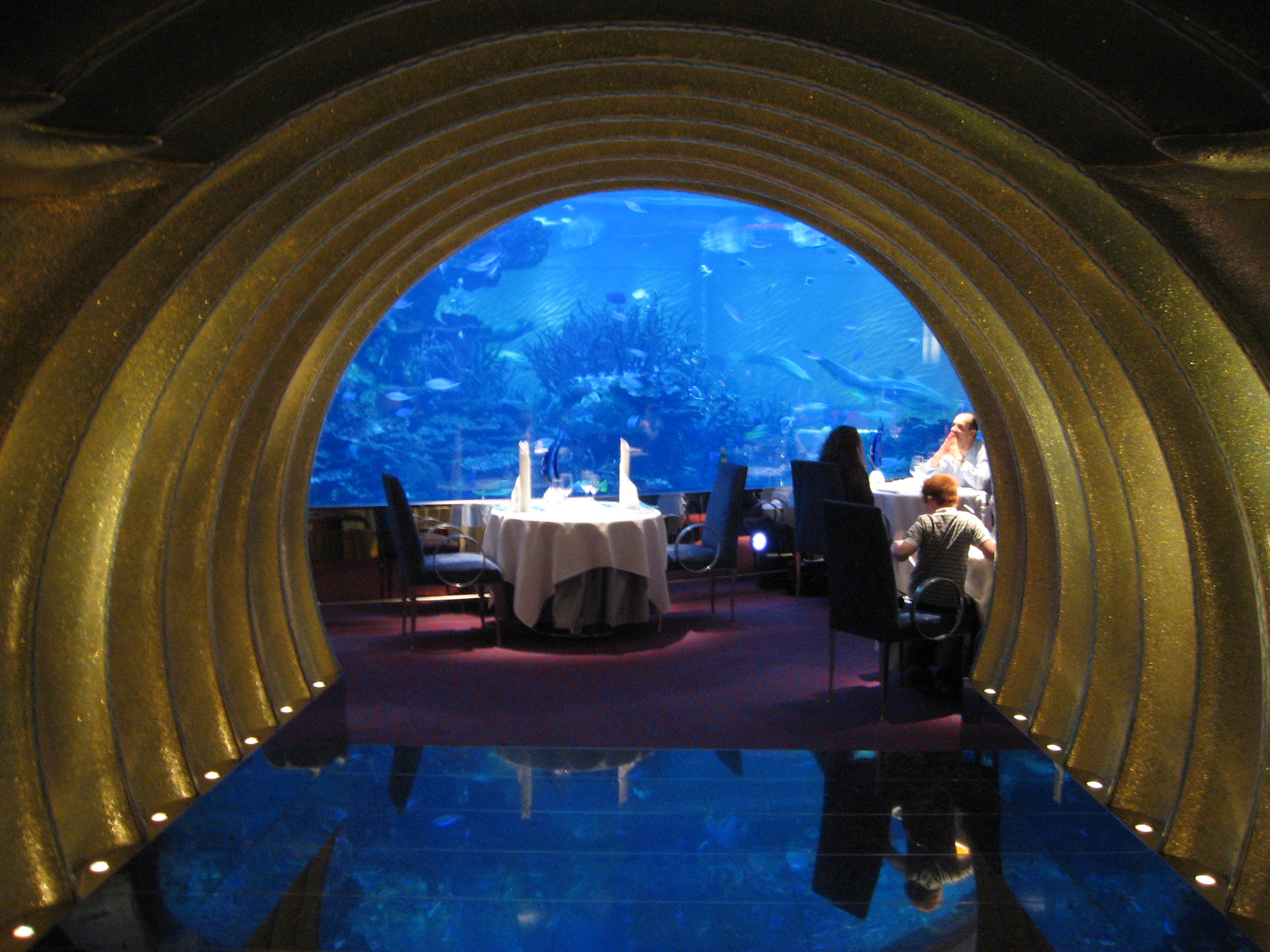
مطعم المحارة

يعد «تيراس برج العرب» أول بناء بحري في العالم بهذا الحجم يتم تشييده على اليابسة قبل نقله إلى الماء، أُوكلت مهمة بنائه لشركة «أدماريس» وهي واحدة من أكبر الشركات العالمية المتخصصة في تشييد المنشآت العائمة، تولت الشركة بناء هيكل الجزيرة في مرفأ لبناء السفن في فنلندا قبل نقله بحراً إلى دبي.
تتميز الجزيرة الاصطناعية بكونها الأولى من نوعها في العالم المكونة من بناء فولاذي ضخم يصل وزنه إلى أكثر من 5000 طن، تم تشييدها في فنلندا في هيئة ثمانية أجزاء ضخمة بإجمالي مساحة أفقية تبلغ 10 آلاف متر مربع، ليجري بعد ذلك شحن أجزائها على متن رحلة بحرية جابت نحو نصف العالم، وقطعت خلالها نحو 4500 كيلومتر قبل أن تحط رحالها قبالة سواحل دبي. شارك في بناء الجزيرة 160 فناناً بتصميمات عصرية مُستوحاة من البيئة البحرية.

## الخدمات والمرافق

### الفعاليات والمناسبات
يحتوي برج العرب على فريق لتنظيم الفعاليات مستعداً لضمان انعقاد الفعالية وفق أرقى درجات السهولة والكفاءة المطلوبة، تمتد (قاعة الفلك) على طابقين وتستحضر أجواء القرن الثامن عشر في دار أوبرا فيينا. وتتسع لنحو 250 شخصاً، وتعتبر خياراً مثالياً لإقامة حفل زفافٍ راقٍ أو حفل عشاء متميز. ويضم الفندق عدداً من القاعات والمساحات متعددة الاستخدام لمختلف الفعاليات والحفلات، بما في ذلك (مجلس تأمين) و(قاعة السهى)، وتقع كلتاهما في الطابق 27.

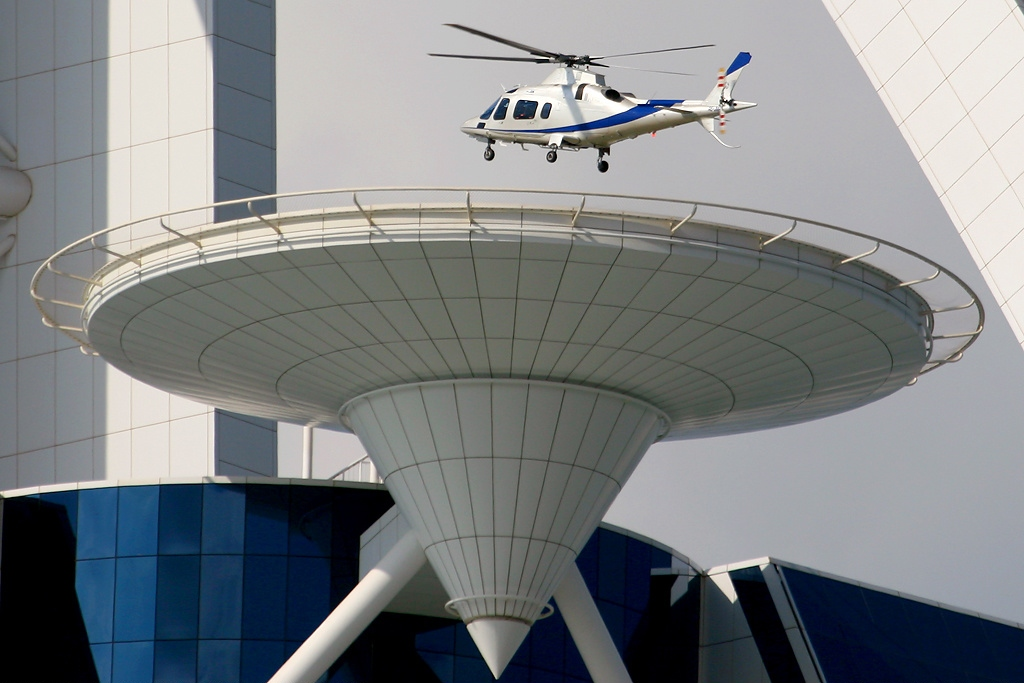
مهبط الطائرات

الأولى مساحة مثالية لحفلات الاستقبال غير الرسمية والحفلات الخاصة، في حين أن الثانية يمكن أن تستوعب 32 شخصاً لاجتماعات الأعمال أو إطلاق المنتجات. أما (حديقة الغروب) فتعد مكاناً مثالياً في الهواء الطلق وتوفر أجواء هادئة لسهرات أنيقة وغير رسمية، وكذلك (بالم لاوان) ذات المناظر الخلابة والتي شهدت تجمعات وفعاليات رائعة حفلة.
وفي الطابق الثامن عشر يقع (مسرح أسوان) على شرفة بين جناحي تاليس سبا، ويتسع لنحو 100 شخص في الهواء الطلق، في حين يوفر (مطعم وردهة سكيب) أجواء مريحة للزوار في الهواء الطلق وسط إطلالات خلابة.

### الجناح الملكي
يقع الجناح الملكي المكون من طابقين في الطابق الخامس والعشرون، ويستحوذ هو وجناح ملكي آخر على مساحة الطابق بالكامل. يوجد داخل الجناح الملكي بهو خاص معظمه من الرخام وتماثيل ذهبية على الجانبين، ويتميز الجناح بنوافذ طويلة جداً تصل إلى السقف ما يتيح الاستمتاع بمناظر طبيعية خلابة، كما يتضمن غرفة طعام مزودة بطاولة من خشب الماهوجوني الراقي، وكراسي تشبه كراسي العروش غنية بالألوان الزاهية الأحمر والبرتقالي والأصفر والوردي.
ويتضمن الجناح مكتباً خاصاً وعدداً من الغرف المتميزة بالفخامة والأناقة. وفي الطابق الثاني من الجناح الملكي بفندق برج العرب جميرا، توجد غرفة النوم الرئيسية التي تشبه غرف نوم الأمراء والأميرات في الأفلام.

### الأطفال
يتمتع نزلاء الفندق خلال فترة إقامتهم بدخول مجاني إلى نادي سندباد للأطفال الواقع في الطابق الثامن عشر والذي يستقبل الأطفال بحضور مقدمي الرعاية المحترفين المتواجدين على الدوام. وتشمل مرافقه غرفة ألعاب واسعة وألعاب الطاولة وألعاب الكمبيوتر وتناول الطعام، مع غرفة نوم مريحة للأطفال الذين يحتاجون إلى أخذ قيلولة.

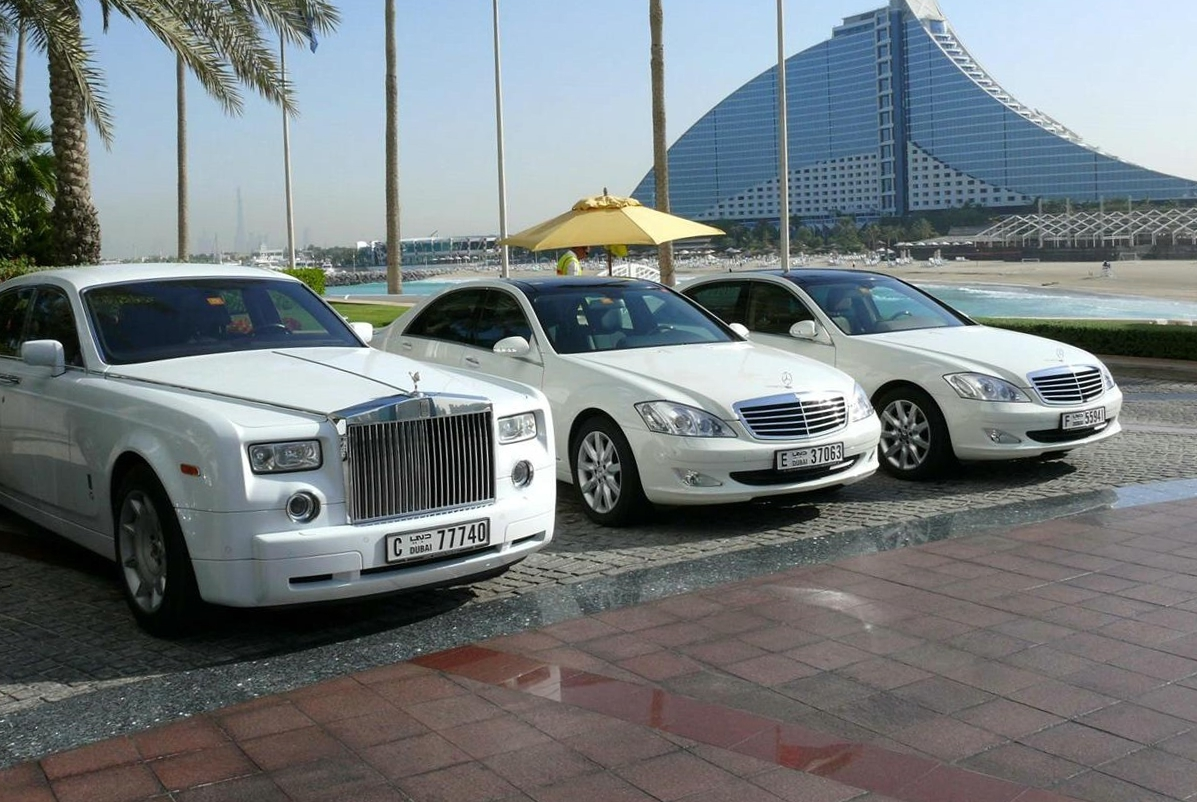
أسطول السيارات في فندق العرب

كما تتوفر خدمة مجالسة الأطفال في الجناح عند الطلب، إضافة إلى الدخول المجاني إلى نادي سندباد للأطفال في فندق جميرا بيتش المجاور. ولضمان راحة الأطفال واستعدادهم لاستكشاف الفندق، يقدم برج العرب جميرا مجموعة خاصة من الوسائد للأطفال من ابتكار علامة Mühldorfer المتخصصة، وتشمل وسادة من الريش ووسادة مضادة للحساسية ولحافاً للأطفال وغيرها.

### المطاعم
- الإيوان: يقع في الطابق الأول
- المحارة: يقع في الطابق الأرضي
- المنتهى: يقع في الطابق 27 على ارتفاع 200 م
- باب اليم: يقع في الطابق الأرضي
- رحلة المأكولات
- ردهة جون: يقع في الطابق الأرضي
- جونسوي: يقع في طابق الميزانين الأرضي
- صحن الدار: يقع في الطابق الأول
- مقهى سكاي فيو: يقع في الطابق

### الترفيه

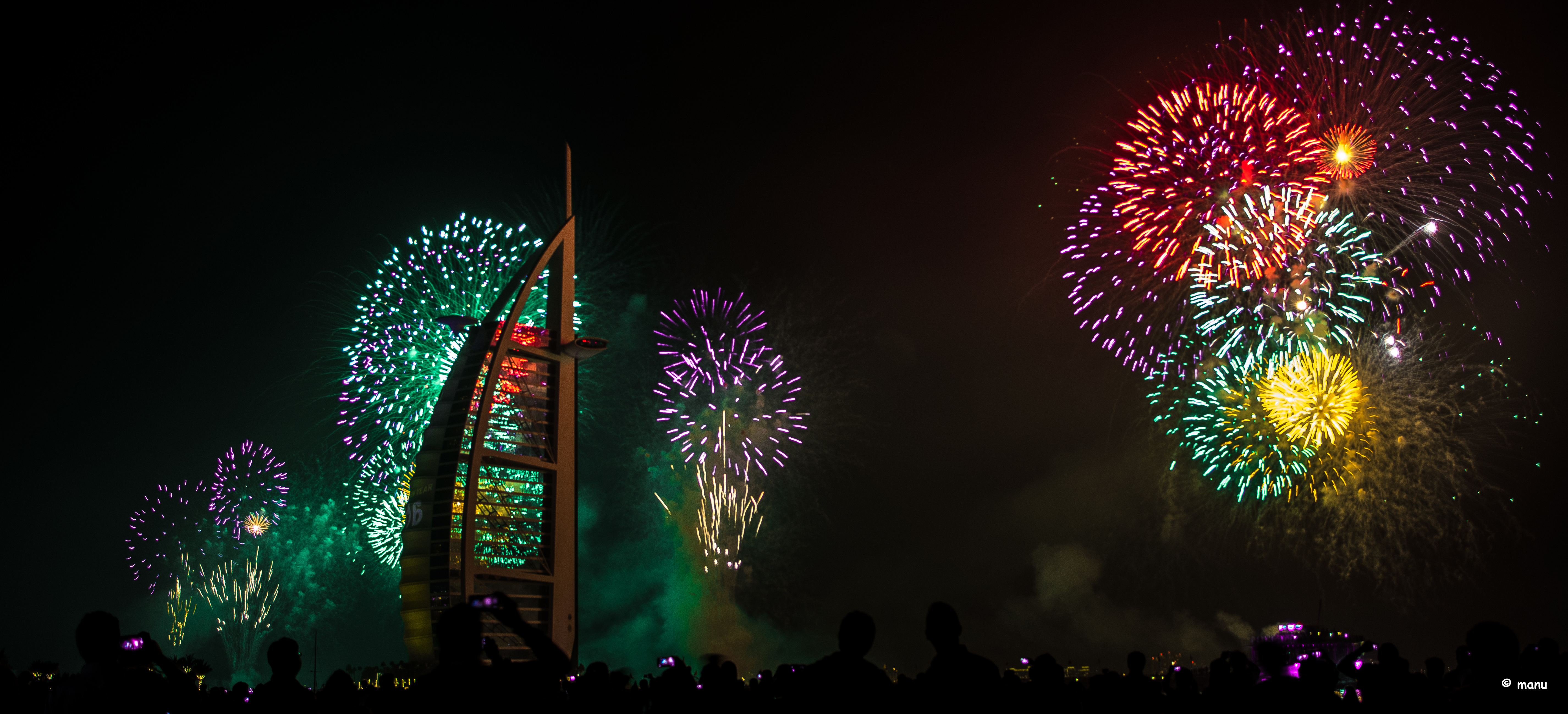
احتفالات برج العرب

يقع نادي وسبا الصوان الصحي في الطابق ال 18 ويطل على منظر خلاب للخليج. يحتوي النادي على غرف العلاج وحمامات العلاج المائي والتدليك الشرقي وحمامات الشمس والساونا وغرف البخار والجاكوزي والمسابح وصالتين كاملتي التجهيز للياقة البدنية وطابق للإيروبيكس.

### الأماكن الرياضة
يضم البرج مجموعة من نوادي اللياقة البدنية التي توفر أفضل الأجهزة الرياضية.كما  تتوفر ملاعب مخصصة للاسكواش وغيرها ويمكن الذهاب إلى شاطئ سنسيت بيتش في دبي حيث يمكن  الجري أو الركض أو   السباحة أو رياضة ركوب الأمواج وصيد الأسماك 

## معلومات للسفر
يقع برج العرب على بعد 26 كيلومتر من مطار دبي الدولي. كما تتوفر خدمة الليموزين بسيارات رولز رويس أو بي إم دابليو نظير مقابل. يمكن الوصول إلى برج العرب أيضًا بتجربة الانتقال بمروحية فاخرة.

## أرقام قياسية

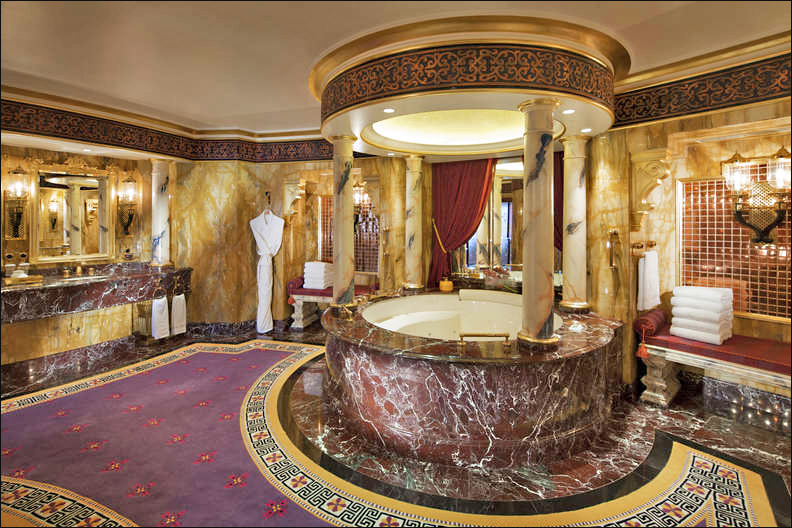
الجناح الملكي في الفندق

حطم برج العرب عدداً من الأرقام القياسية العالمية منذ افتتاحه عام 1999، فقد تصدر لسنوات قائمة أعلى الفنادق في العالم، بالإضافة إلى الرقم القياسي المسجل في موسوعة غينيس للأرقام القياسية لأغلى كوكتيل في العالم عام 2008 الذي حمل اسم (27.321) وهو كوكتيل بلغ سعره 27.321 درهماً وتوافر آنذاك 10 أكواب منه فقط، يحمل برج العرب الرقم القياسي لأكبر علبة كافيار في العالم لعام 2016 وحملت اسم «ماشينوماك»، صنعت خصيصاً من قبل «أمستور» وكانت يحتوي على 17 كيلوغراماً من الكافيار الإمبراطوري الرمادي الغامق، وهو الكافيار العضوي الوحيد المعتمد بالكامل عالمياً من سمك الحفش المحلي.

## الجوائز
- عام 2017  حصد فندق برج العرب جــائزة أفضل فندق في العالم للمرة الخامسة على التوالي وأفضل فندق في الشرق الأوسط للمرة الـ11 على التوالي، ضمن جوائز مجلة ألترا التابعة للتليجراف في لندن.[16]
- عام 2014 نال فندق «برج العرب» في دبي شهادة الاعتماد الدولية للاستدامة والبيئة الخضراء «جي جي سي» لفئة السياحة والضيافة، بعد تحقيقه لشروط المعايير المطلوبة واعتمادها من قبل شركة «فارنيك كونسالتنج».[17]
- عام 2014 أصبح فندق برج العرب في دبي صاحب أكبر تجمع على مواقع التواصل الاجتماعي، وذكرت إدارة الفندق ف أنها حصلت على لقب «أفضل وجود على وسائل التواصل الاجتماعي» من موقع «سكيفت» المعني باستراتيجيات السفر والسياحة العالميين.[18]

- نشرت مجلة السفر قائمتها الذهبية السنوية الحادية والثلاثين للفنادق، والتي تعترف بأفضل الأماكن للإقامة بجميع أنحاء العالم، والتي شملت منطقة أفريقيا والشرق الأوسط. وقد حل برج العرب ضمن قائمة أفضل 8 فنادق بأفريقيا والشرق الأوسط 2024[19]

## معرض صور

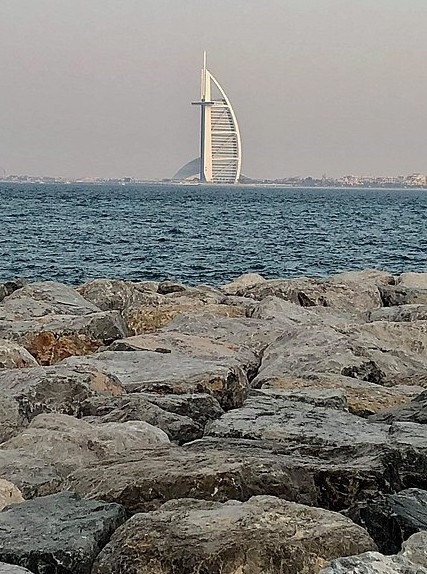
برج العرب كما يظهر في الأفق
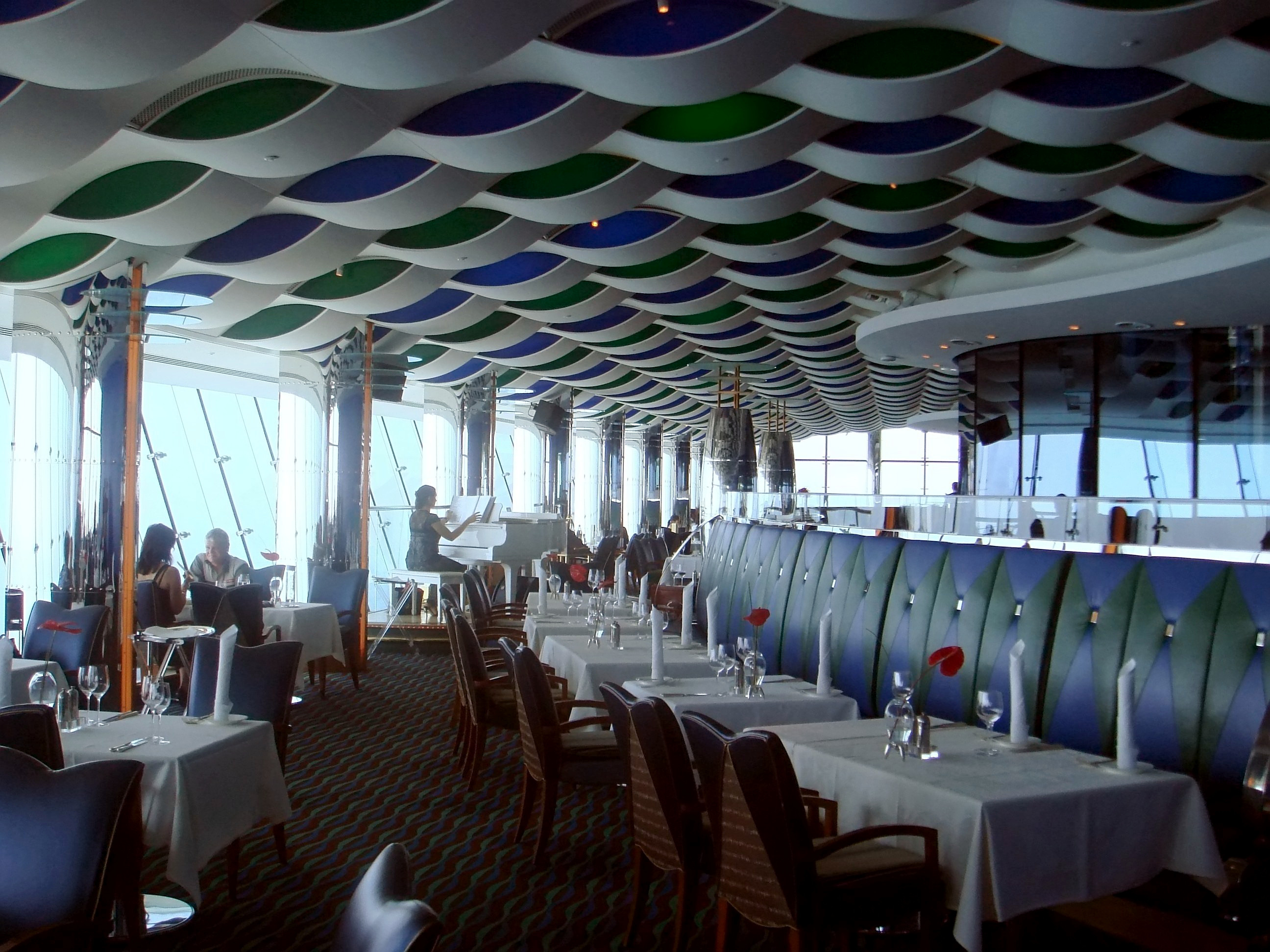
مطعم المنتهى
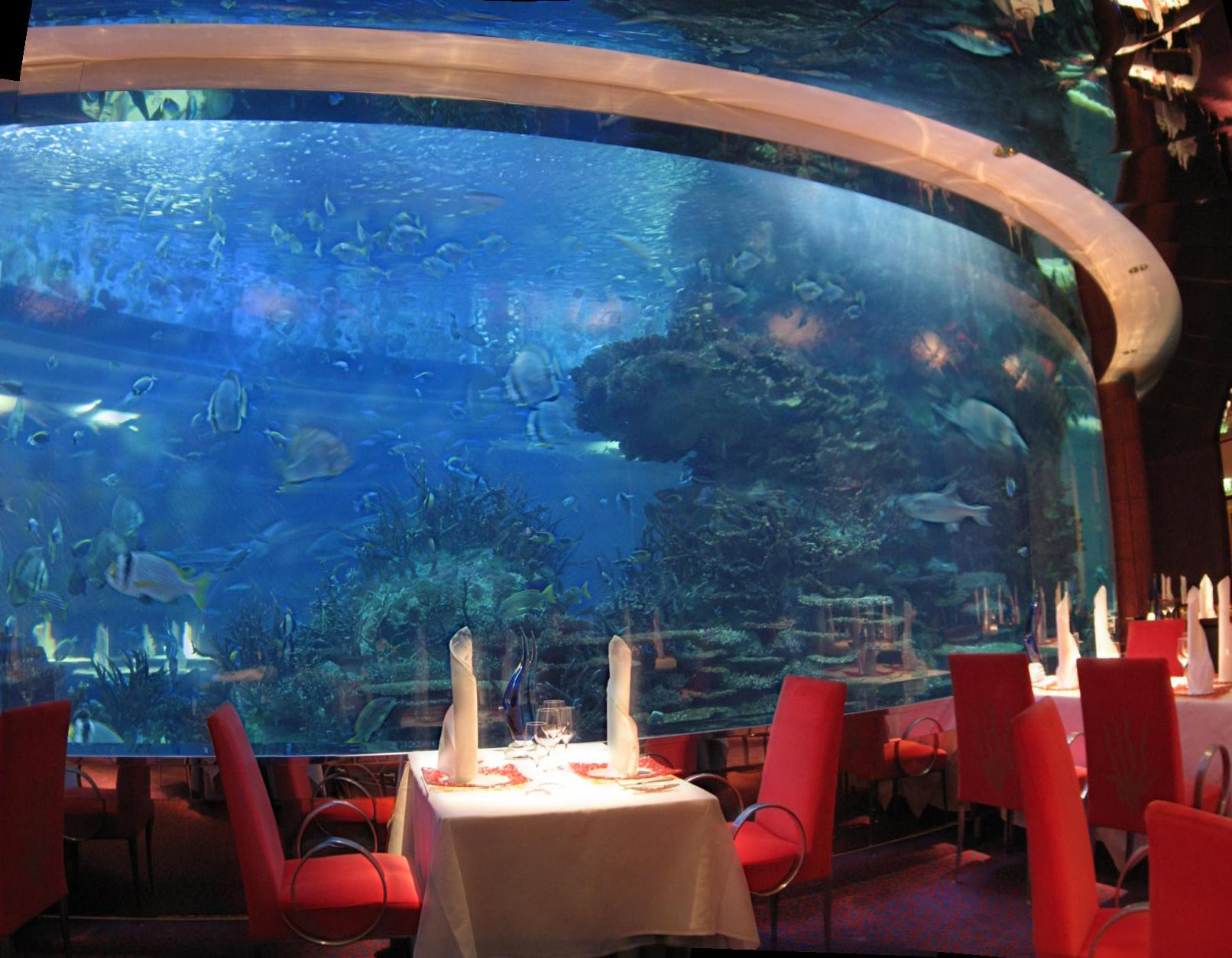
مطعم المحارة
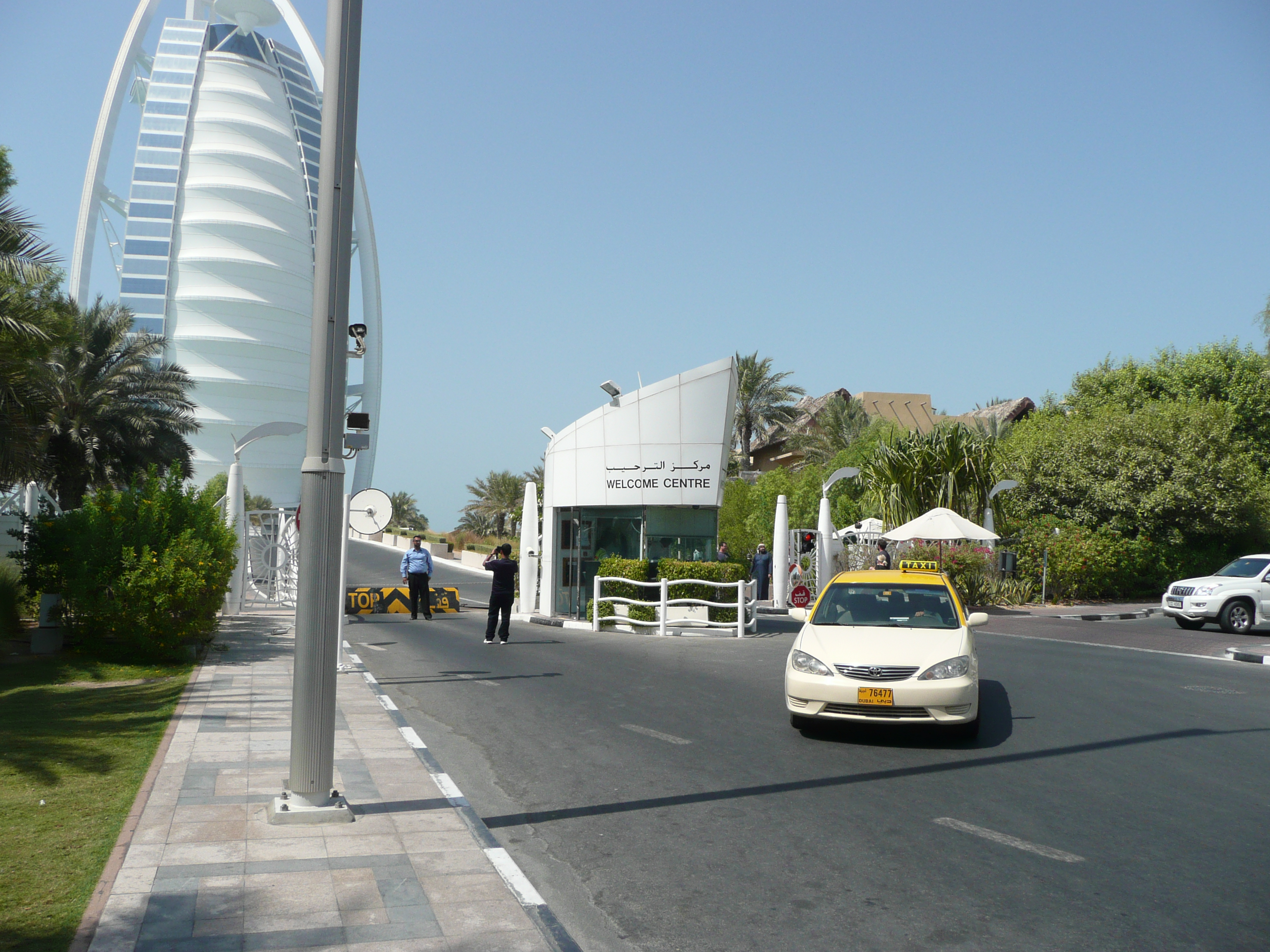
مدخل الفندق

## وصلات خارجية
- الموقع الرسمي لفندق برج العرب